# Brafferton and Helperby
Brafferton and Helperby är en civil parish i kommunen North Yorkshire i grevskapet North Yorkshire i England, i den centrala delen av landet, 300 km norr om huvudstaden London. Den består av de ihopvuxna orterna Brafferton och Helperby. Den har 831 invånare (2011). Den bildades den 1 april 2019.